# Wario's Woods
Wario's Woods  (Japans: ワリオの森; Wario no Mori)  is een puzzelspel op de NES en SNES. Het spel verscheen in 1994 op de Super Nintendo en de NES. Wario's Woods is het laatste spel dat in Noord-Amerika werd uitgebracht voor de NES.

## Verhaal
De plot van het spel is dat Toad naar Peach's Garden wandelt, maar terechtkomt in Wario's Woods. Ondertussen bestormen Wario's monsters het Mushroom Kingdom. Wanda en Birdo helpen Toad om de monsters te verslaan. Dat maakt hem de grote held in dit spel. Door puzzels te verslaan neemt Toad het tegen Wario op. Hoe langzamer Toad over een bepaald level doet, hoe meer vijanden Wario naar hem gooit. Veel vijanden zijn uniek in dit spel, waaronder de Evil Ceiling.

## Platforms
| Jaar | Platform                |
| ---- | ----------------------- |
| 1994 | NES, SNES               |
| 2006 | Virtual Console (Wii)   |
| 2013 | Virtual Console (3DS)   |
| 2013 | Virtual Console (Wii U) |

## Ontvangst
| Beoordeeld door                      | Platform            | Datum            | Score |
| ------------------------------------ | ------------------- | ---------------- | ----- |
| NES Times                            | NES                 | 1 december 2006  | 90%   |
| Jeuxvideo.com                        | SNES                | 14 juli 2009     | 85%   |
| Game Players                         | SNES                | april 1995       | 81%   |
| Nintendo Land                        | NES                 | 2003             | 81%   |
| IGN                                  | Wii Virtual Console | 6 december 2006  | 80%   |
| HonestGamers                         | NES                 | 15 december 2012 | 70%   |
| GamePro (USA)                        | SNES                | april 1995       | 70%   |
| Total! (Duitsland)                   | NES                 | juni 1995        | 65%   |
| Video Games & Computer Entertainment | SNES                | maart 1995       | 60%   |
| Nintendo Life                        | Wii Virtual Console | 20 november 2006 | 60%   |

## Trivia
- In Animal Crossing voor de GameCube is Wario's Woods speelbaar als minigame.